# Estreito de Nova Geórgia

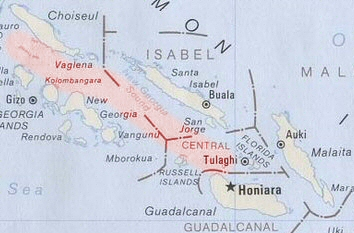
Localização do estreito de Nova Geórgia nas Ilhas Salomão.

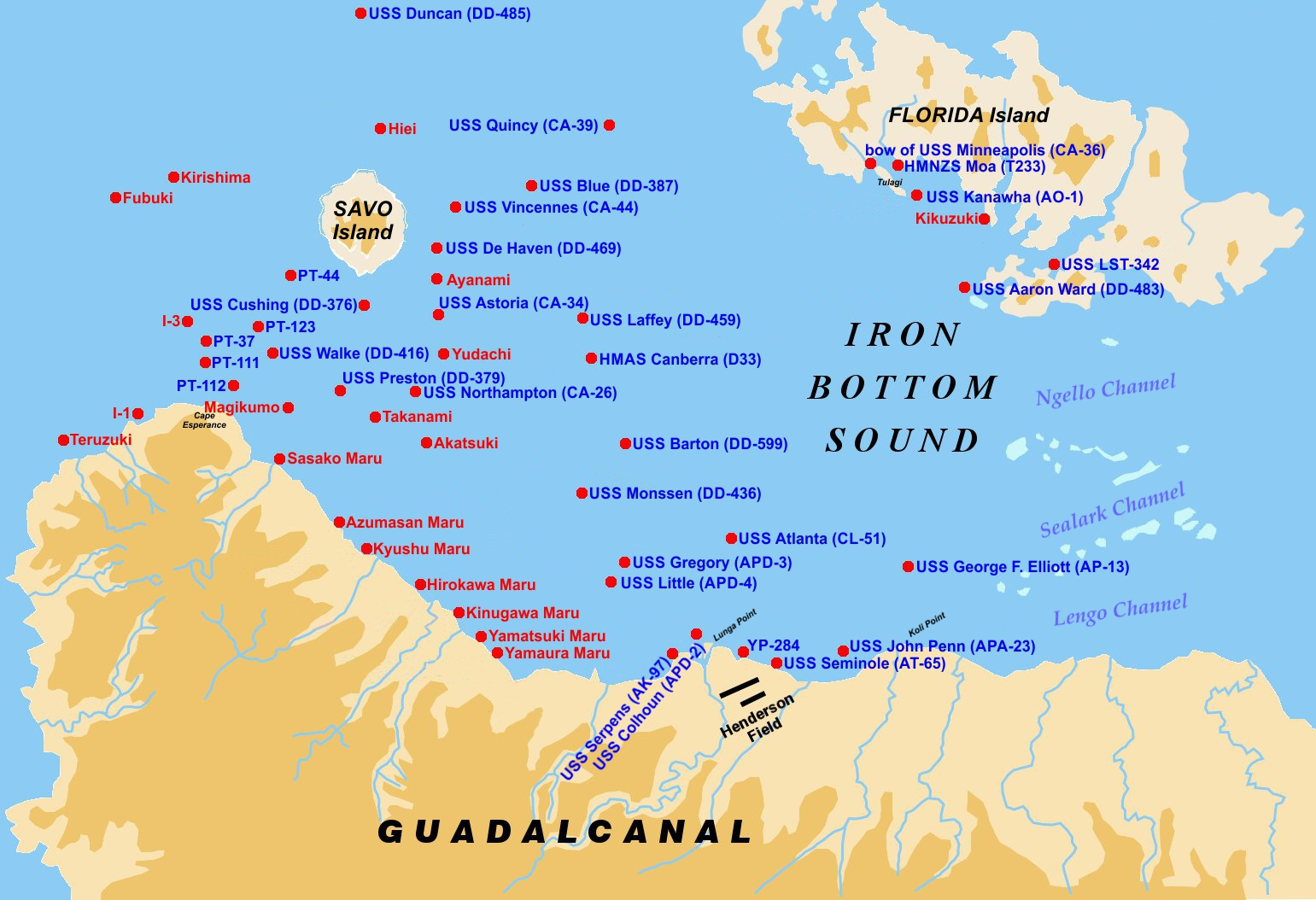
Afundamentos de navios de guerra frente à ilha de Guadalcanal durante os confrontos da Segunda Guerra Mundial.

O estreito de Nova Geórgia é o estreito que divide longitudinalmente o arquipélago das Ilhas Salomão em duas partes. O estreito está rodeado pelas ilhas Choiseul, Santa Isabel e Florida pelo lado norte e Vella Lavella, Kolombangara, Nova Geórgia e as Ilhas Russell por sul. As ilhas de Bougainville e Guadalcanal limitam o estreito a oeste e leste, respetivamente. 
A vulcânica Ilha Savo é o único acidente geográfico digno de menção no estreito. 
Durante a Segunda Guerra Mundial o estreito foi conhecido pelos Aliados como the Slot, a ranhura, devido à sua forma geográfica e ao elevado tráfego de navios de guerra. Os constantes envios de tropas e material por parte do Japão receberam o nome de Tokio Express. Entre 1942 e 1943 produziram-se numerosas batalhas marítimas no estreito entre a Marinha Imperial Japonesa e as forças aliadas da Marinha dos Estados Unidos, da Real Marinha Australiana e da Real Marinha de Nova Zelândia.